# Waimea (condado de Kauai)
Waimea es un lugar designado por el censo ubicado en el condado de Kauai en el estado estadounidense de Hawái. En el año 2010 tenía una población de 1.855 habitantes y una densidad poblacional de 562,1 personas por km².

## Geografía
Waimea se encuentra ubicado en las coordenadas 21°57′42″N 159°40′25″O / 21.96167, -159.67361.

## Demografía
Según la Oficina del Censo en 2000 los ingresos medios por hogar en la localidad eran de $44.398, y los ingresos medios por familia eran $46.591. Los hombres tenían unos ingresos medios de $38.542 frente a los $26.513 para las mujeres. La renta per cápita para la localidad era de $18.778. Alrededor del 11,5% de la población estaba por debajo del umbral de pobreza.